# World Rugby Sevens Challenger Series Masculino
El World Rugby Sevens Challenger Series Masculino es un torneo de rugby 7 que se disputa desde el año 2020, organizado por World Rugby, ente rector mundial del deporte. El torneo funciona como una segunda división del seven internacional de selecciones y sirve como clasificatorio para el Circuito Mundial de rugby 7.

## Campeonatos
| Edición | Año  | Sedes                                   | Campeón  | 2.º puesto | 3.º puesto | 4.º puesto |
| ------- | ---- | --------------------------------------- | -------- | ---------- | ---------- | ---------- |
| I       | 2020 | Chile Uruguay                           | Japón    | Hong Kong  | Alemania   | Chile      |
| II      | 2022 | Chile                                   | Uruguay  | Georgia    | Chile      | Alemania   |
| III     | 2023 | Sudáfrica                               | Tonga    | Bélgica    | Alemania   | Hong Kong  |
| IV      | 2024 | Emiratos Árabes Unidos Uruguay Alemania | Uruguay  | Kenia      | Chile      | Alemania   |
| V       | 2025 | Sudáfrica / Polonia                     | Portugal | Alemania   | Canadá     | Samoa      |

## Posiciones

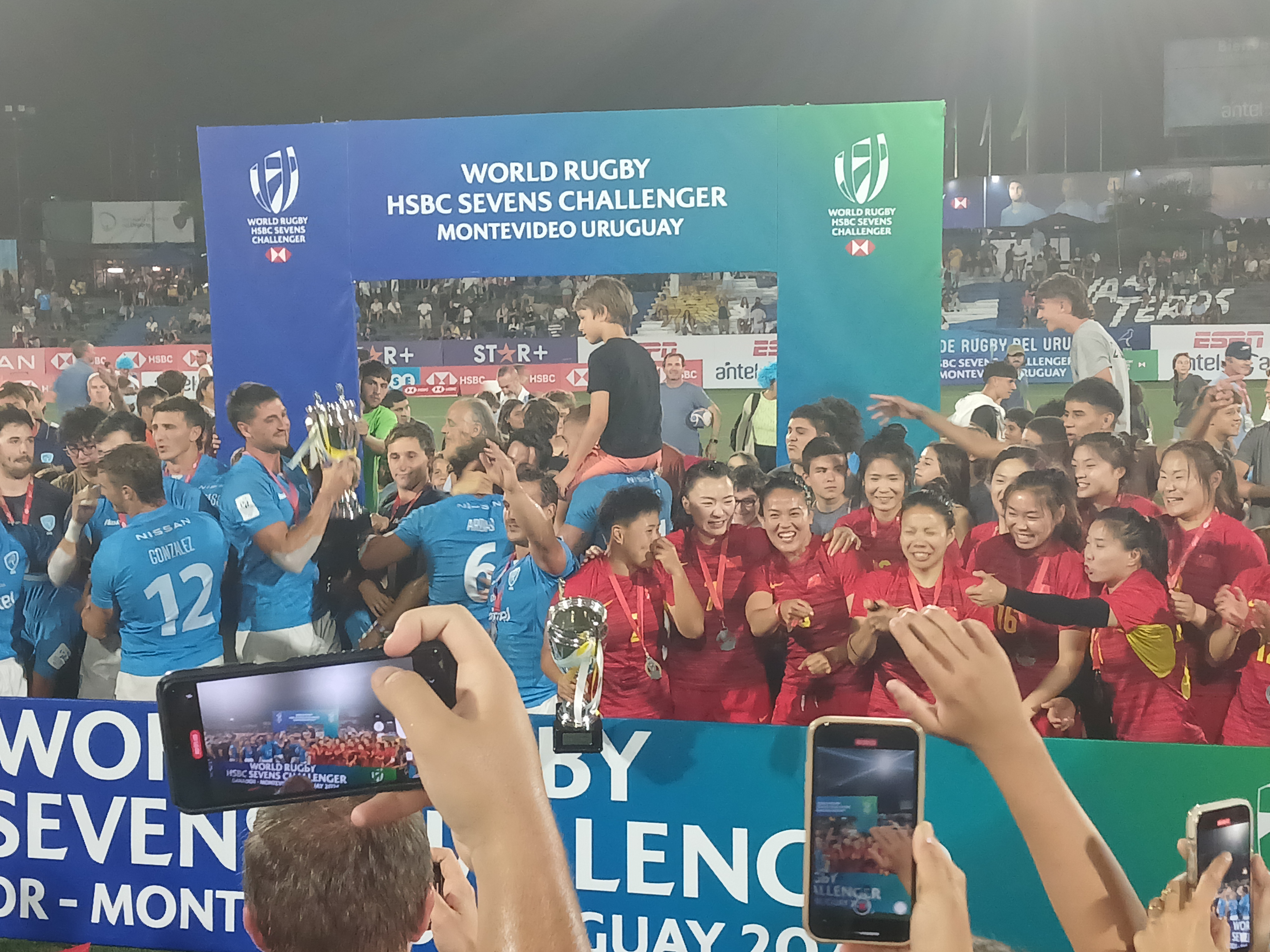
Celebraciones en el Sevens Challenger de Montevideo

- Número de veces que las selecciones ocuparon las tres primeras posiciones en todas las ediciones hasta 2025.

| Selección | Campeón | 2º puesto | 3º puesto |
| --------- | ------- | --------- | --------- |
| Uruguay   | 2       |           |           |
| Japón     | 1       |           |           |
| Portugal  | 1       |           |           |
| Tonga     | 1       |           |           |
| Alemania  |         | 1         | 2         |
| Hong Kong |         | 1         |           |
| Georgia   |         | 1         |           |
| Bélgica   |         | 1         |           |
| Kenia     |         | 1         |           |
| Chile     |         |           | 2         |
| Canadá    |         |           | 1         |